# Héroe de la República Socialista Checoslovaca
El título de Héroe de la República Socialista Checoslovaca (en checo: Hrdina Československé socialistické republiky, en eslovaco Hrdina Československej socialistickej republiky) era el título honorífico más alto concedido por la República Socialista Checoslovaca. Lo concedía el Presidente de la República a propuesta del Gobierno en reconocimiento a "méritos extraordinarios en favor de la República, asociados a la realización de uno o varios actos heroicos". Al mismo tiempo, el galardonado recibía la Orden de Klement Gottwald por la "construcción de la patria socialista", siguiendo el modelo soviético (además del título de Héroe de la Unión Soviética, también se concedía la Orden de Lenin).
Su concesión estaba regulada por decreto gubernamental del 8 de febrero de 1955 sobre la concesión del título honorífico de "Héroe de la República Checoslovaca", que también instaura la Orden de la Bandera Roja, la Orden de la Estrella Roja, la Medalla al Mérito de la Defensa de la Patria y la Medalla al Servicio de la Patria. En 1960 se añadió el adjetivo "Socialista".
A diferencia de la URSS, el título de Héroe de la República Socialista Checoslovaca constituía una distinción muy poco habitual, ya que solo se concedieron 31 galardones. Se concedió tres veces a Ludvík Svoboda, Gustav Husak y Leonid Brézhnev. Así, un total de 25 personas –13 ciudadanos checoslovacos (8 de ellos a título póstumo) y 12 ciudadanos de la URSS– recibieron este título.
El galardón se concedió por última vez en 1982 y fue abolido tras la Revolución de Terciopelo por la ley 404/1990, de 2 de octubre, de la República Federativa Checa y Eslovaca, que establecía un nuevo sistema de distinciones descomunizado. No obstante, se siguió permitiendo a los galardonados portar sus insignias.

## Insignia
- La insignia era una estrella dorada de cinco puntas, con el centro esmaltado en rojo.
- La cinta era completamente roja.

## Galardonados
1. Ludvík Svoboda (25 de noviembre de 1965, 30 de abril de 1970 y 30 de mayo de 1975) - General del Ejército y Presidente
2. Karol Šmidke (20 de enero de 1967, a título póstumo) - Uno de los líderes de la Insurrección nacional eslovaca
3. Vladimír Clementis (29 de abril de 1968, a título póstumo) - Estadista checoslovaco
4. Joseph Frank (29 de abril de 1968, a título póstumo) - Estadista checoslovaco
5. Karel Klapálek (24 de mayo de 1968) - General del Ejército
6. Gustáv Husák (23 de septiembre de 1969, 9 de enero de 1973 y 7 de enero de 1973) - Secretario General del Partido Comunista de Checoslovaquia
7. Ladislav Novomeský (23 de septiembre de 1969) - Estadista checoslovaco
8. Jan Šverma (23 de septiembre de 1969, a título póstumo) - Uno de los líderes de la Insurrección nacional eslovaca
9. Andréi Grechko (5 de octubre de 1969) - Mariscal de la Unión Soviética
10. Kiril Moskalenko (5 de octubre de 1969) - Mariscal de la Unión Soviética
11. Rudolf Jasiok (6 de octubre de 1969, a título póstumo) - Comandante de un pelotón de tanques en el Ejército checoslovaco
12. Josef Kholl (6 de octubre de 1969, a título póstumo) - Teniente Coronel, Comandante de una Brigada de Infantería del Ejército Checoslovaco
13. František Vrána (6 de octubre de 1969, a título póstumo) - Capitán, comandante de división en el Ejército checoslovaco
14. Vendelín Opatrný (6 de octubre de 1969, a título póstumo) - Capitán, oficial del Ejército checoslovaco
15. Andréi Yeriómenko	(28 de abril de 1970) - Mariscal de la Unión Soviética
16. Iván Kónev (28 de abril de 1970) - Mariscal de la Unión Soviética
17. Matvéi Zajárov (28 de abril de 1970) - Mariscal de la Unión Soviética
18. Dimitri Leliushenko (28 de abril de 1970) - General del Ejército de la Unión Soviética
19. Iván Yakubovski (28 de abril de 1970) - Mariscal de la Unión Soviética
20. Leonid Brézhnev (5 de mayo de 1970, 23 de octubre de 1976 y 16 de diciembre de 1981) - Mariscal de la Unión Soviética y Secretario General del Partido Comunista de la Unión Soviética
21. Vladimír Remek (27 de abril de 1978) - cosmonauta checoslovaco
22. Yuri Romanenko (27 de abril de 1978) - cosmonauta soviético
23. Gueorgui Grechko (27 de abril de 1978) - cosmonauta soviético
24. Alekséi Gúbarev (27 de abril de 1978) - cosmonauta soviético
25. Dmitri Ustínov (6 de octubre de 1982) - Mariscal de la Unión Soviética